# 1971年モナコグランプリ
座標: 北緯43度44分4.74秒 東経7度25分16.8秒 / 北緯43.7346500度 東経7.421333度
1971年モナコグランプリ (1971 Monaco Grand Prix) は、1971年のF1世界選手権第3戦として、1971年5月23日にモンテカルロ市街地コースで開催された。
1950年から始まったF1世界選手権の通算200戦目のレースである。

## レース前

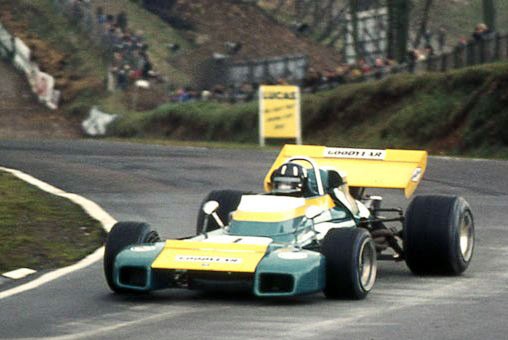
BRDCインターナショナル・トロフィーを制したグラハム・ヒルのブラバム・BT34（同年のレース・オブ・チャンピオンズにて）

前戦スペインGPから5週間空き、その間の5月8日にシルバーストン・サーキットで非選手権レースのBRDCインターナショナル・トロフィーが開催された。F5000との混走で行われたレースはブラバムの新車BT34を駆るグラハム・ヒルが優勝した。このレースは2ヒート制で行われ、前戦スペインGPを制したジャッキー・スチュワートは第1ヒートで1位となったが、第2ヒートのスタート直後にスロットルがスタックしてしまい、第1コーナーでクラッシュした。

## エントリー
フェラーリは熟成を続けていた新車312B2をデビューさせた。ロータスは72Cのリアサスペンションを再設計した72Dをエマーソン・フィッティパルディに与えた。マーチはアルファロメオエンジン搭載車を駆るドライバーをアンドレア・デ・アダミッチからナンニ・ギャリに変更した。Can-Amドライバーのスキップ・バーバーは、ジーン・メイソン・レーシングからマーチ・711で参戦する。

### エントリーリスト
| チーム                                                     | No. | ドライバー                     | コンストラクター | シャシー | エンジン                         | タイヤ |
| ---------------------------------------------------------- | --- | ------------------------------ | ---------------- | -------- | -------------------------------- | ------ |
| ゴールドリーフ・チーム・ロータス                           | 1   | エマーソン・フィッティパルディ | ロータス         | 72D      | フォード・コスワース DFV 3.0L V8 | F      |
| ゴールドリーフ・チーム・ロータス                           | 2   | レイネ・ウィセル               | ロータス         | 72C      | フォード・コスワース DFV 3.0L V8 | F      |
| スクーデリア・フェラーリ SpA SEFAC                         | 4   | ジャッキー・イクス             | フェラーリ       | 312B2    | フェラーリ 001/1 3.0L F12        | F      |
| スクーデリア・フェラーリ SpA SEFAC                         | 5   | クレイ・レガツォーニ           | フェラーリ       | 312B2    | フェラーリ 001/1 3.0L F12        | F      |
| スクーデリア・フェラーリ SpA SEFAC                         | 6   | マリオ・アンドレッティ         | フェラーリ       | 312B     | フェラーリ 001 3.0L F12          | F      |
| モーターレーシング・ディベロップメンツ・リミテッド         | 7   | グラハム・ヒル                 | ブラバム         | BT34     | フォード・コスワース DFV 3.0L V8 | G      |
| モーターレーシング・ディベロップメンツ・リミテッド         | 8   | ティム・シェンケン             | ブラバム         | BT33     | フォード・コスワース DFV 3.0L V8 | G      |
| ブルース・マクラーレン・モーターレーシング                 | 9   | デニス・ハルム                 | マクラーレン     | M19A     | フォード・コスワース DFV 3.0L V8 | G      |
| ブルース・マクラーレン・モーターレーシング                 | 10  | ピーター・ゲシン               | マクラーレン     | M14A     | フォード・コスワース DFV 3.0L V8 | G      |
| エルフ・チーム・ティレル                                   | 11  | ジャッキー・スチュワート       | ティレル         | 003      | フォード・コスワース DFV 3.0L V8 | G      |
| エルフ・チーム・ティレル                                   | 12  | フランソワ・セベール           | ティレル         | 002      | フォード・コスワース DFV 3.0L V8 | G      |
| ヤードレー・チーム・BRM                                    | 14  | ジョー・シフェール             | BRM              | P160     | BRM P142 3.0L V12                | F      |
| ヤードレー・チーム・BRM                                    | 15  | ペドロ・ロドリゲス             | BRM              | P160     | BRM P142 3.0L V12                | F      |
| ヤードレー・チーム・BRM                                    | 16  | ハウデン・ガンレイ             | BRM              | P153     | BRM P142 3.0L V12                | F      |
| STP・マーチ・レーシングチーム                              | 17  | ロニー・ピーターソン           | マーチ           | 711      | フォード・コスワース DFV 3.0L V8 | F      |
| STP・マーチ・レーシングチーム                              | 18  | アレックス・ソラー＝ロイグ     | マーチ           | 711      | フォード・コスワース DFV 3.0L V8 | F      |
| STP・マーチ・レーシングチーム                              | 19  | ナンニ・ギャリ                 | マーチ           | 711      | アルファロメオ T33 3.0L V8       | F      |
| エキップ・マトラ・スポール                                 | 20  | クリス・エイモン               | マトラ           | MS120B   | マトラ MS71 3.0L V12             | G      |
| エキップ・マトラ・スポール                                 | 21  | ジャン＝ピエール・ベルトワーズ | マトラ           | MS120B   | マトラ MS71 3.0L V12             | G      |
| ブルックボンド・オクソ・チーム・サーティース               | 22  | ジョン・サーティース           | サーティース     | TS9      | フォード・コスワース DFV 3.0L V8 | F      |
| アウト・モトール・ウント・シュポルト・チーム・サーティース | 24  | ロルフ・シュトメレン           | サーティース     | TS9      | フォード・コスワース DFV 3.0L V8 | F      |
| クラーク＝モーダウント＝ガスリー・レーシング               | 25  | マイク・ボイトラー 1           | マーチ           | 701      | フォード・コスワース DFV 3.0L V8 | F      |
| フランク・ウィリアムズ・レーシングカーズ                   | 26  | デレック・ベル 2               | マーチ           | 701      | フォード・コスワース DFV 3.0L V8 | F      |
| フランク・ウィリアムズ・レーシングカーズ                   | 27  | アンリ・ペスカロロ             | マーチ           | 711      | フォード・コスワース DFV 3.0L V8 | F      |
| ジーン・メイソン・レーシング                               | 28  | スキップ・バーバー             | マーチ           | 711      | フォード・コスワース DFV 3.0L V8 | F      |
| ソース:                                                    |     |                                |                  |          |                                  |        |

追記
- ^1 - マシンが準備できず欠場[7]
- ^2 - エントリーのみ[7]

## 予選
主催者は決勝に進出できる台数を前年までの16台から18台に増やし、特定のチームやドライバーに対して決勝への進出を保証する複雑なシステムを廃止することにした。これにより、参加した23台のうち最速の18台が決勝に進出できることになった。
予選は木曜午後（1時間半）、金曜早朝（1時間）、土曜午後（1時間半）の3回行われたが、木曜と土曜は雨に見舞われたため、タイムアタックができたのは2回目の金曜だけであった。これで割を食う形となったのはフェラーリのマリオ・アンドレッティで、金曜に燃料噴射装置の故障でストップし、土曜は雨によりタイムアップできず、あえなく予選落ちとなってしまった。アンドレッティは失意のうちに掛け持ちで参加していたインディ500のためにそのままアメリカへ帰っていった。
ジャッキー・スチュワートが前年にヨッヘン・リントが記録したコースレコードを更新し、2番手のジャッキー・イクスに1.2秒差でポールポジションを獲得した。ジョー・シフェールとクリス・エイモンが2列目、デニス・ハルムとペドロ・ロドリゲスが3列目を占めた。ロータス勢はレイネ・ウィセルが11番手、エマーソン・フィッティパルディは最後列の17番手に沈んだ。

### 予選結果
| 順位    | No. | ドライバー                     | コンストラクター      | タイム | 差      | グリッド |
| ------- | --- | ------------------------------ | --------------------- | ------ | ------- | -------- |
| 1       | 11  | ジャッキー・スチュワート       | ティレル-フォード     | 1:23.2 | -       | 1        |
| 2       | 4   | ジャッキー・イクス             | フェラーリ            | 1:24.4 | +1.2    | 2        |
| 3       | 14  | ジョー・シフェール             | BRM                   | 1:24.8 | +1.6    | 3        |
| 4       | 20  | クリス・エイモン               | マトラ                | 1:24.8 | +1.6    | 4        |
| 5       | 15  | ペドロ・ロドリゲス             | BRM                   | 1:25.1 | +1.9    | 5        |
| 6       | 9   | デニス・ハルム                 | マクラーレン-フォード | 1:25.3 | +2.1    | 6        |
| 7       | 21  | ジャン＝ピエール・ベルトワーズ | マトラ                | 1:25.6 | +2.4    | 7        |
| 8       | 17  | ロニー・ピーターソン           | マーチ-フォード       | 1:25.8 | +2.6    | 8        |
| 9       | 7   | グラハム・ヒル                 | ブラバム-フォード     | 1:26.0 | +2.8    | 9        |
| 10      | 22  | ジョン・サーティース           | サーティース-フォード | 1:26.0 | +2.8    | 10       |
| 11      | 5   | クレイ・レガツォーニ           | フェラーリ            | 1:26.1 | +2.9    | 11       |
| 12      | 2   | レイネ・ウィセル               | ロータス-フォード     | 1:26.7 | +3.5    | 12       |
| 13      | 27  | アンリ・ペスカロロ             | マーチ-フォード       | 1:26.7 | +3.5    | 13       |
| 14      | 10  | ピーター・ゲシン               | マクラーレン-フォード | 1:26.9 | +3.7    | 14       |
| 15      | 12  | フランソワ・セベール           | ティレル-フォード     | 1:27.2 | +4.0    | 15       |
| 16      | 24  | ロルフ・シュトメレン           | サーティース-フォード | 1:27.2 | +4.0    | 16       |
| 17      | 1   | エマーソン・フィッティパルディ | ロータス-フォード     | 1:27.7 | +4.5    | 17       |
| 18      | 8   | ティム・シェンケン             | ブラバム-フォード     | 1:28.3 | +5.1    | 18       |
| 19      | 16  | ハウデン・ガンレイ             | BRM                   | 1:28.8 | +5.6    | DNQ      |
| 20      | 6   | マリオ・アンドレッティ         | フェラーリ            | 1:29.1 | +5.9    | DNQ      |
| 21      | 19  | ナンニ・ギャリ                 | マーチ-アルファロメオ | 1:34.6 | +11.4   | DNQ      |
| 22      | 18  | アレックス・ソラー＝ロイグ     | マーチ-フォード       | 1:44.4 | +21.2   | DNQ      |
| 23      | 28  | スキップ・バーバー             | マーチ-フォード       | 2:48.6 | +1:25.4 | DNQ      |
| ソース: |     |                                |                       |        |         |          |

追記
- 上位18台が決勝進出

## 決勝
レース当日は10万人の観客が押しかけて好天に恵まれたが、雨が降る予報が出ていた。
スタート寸前にクリス・エイモンが燃圧低下のため動けず、メカニックがコースに飛び出てマシンをコース脇に押しやった。スターターを務める競技長のルイ・シロンはこの時も名物であった指折りによるカウントダウンを続けたため、危うく轢かれるところであった。シロンは72歳と高齢であったため、翌年から競技長はポール・フレールに交代した。クレイ・レガツォーニもスタート寸前に消火器が誤作動してしまい、一騒動となった。
エイモンとレガツォーニを含め18台が無事スタートし、好スタートを切ったジョー・シフェールがサン・デボーテの丘を駆け上がるまでにジャッキー・スチュワートとジャッキー・イクスの間に割って入った。過去5回モナコGPを制したグラハム・ヒルは、2周目にタバココーナーでミスを犯してクラッシュした。
スチュワートはコックピットに漏れる煙に苦しんだが、シフェールとイクスを引き離していく。8番手スタートのロニー・ピーターソンは1周目に5位に順位を上げ、7周目に5位のデニス・ハルムに一旦抜かれるも9周目にハルムを抜き返した。13周目にはロドリゲスも抜いて4位に浮上する。ロドリゲスは抜かれた際にタイヤにフラットスポットを作ってしまい、ピットへ直行していった。さらにピーターソンはペースを上げ、2位を争うシフェールとイクスを追う。そして30周目にイクスを、31周目にシフェールを抜いて2位に浮上し、観客から拍手が沸き起こった。レースの前半を終えた40周目の時点で、首位スチュワートとピーターソンの差は18秒となり、ピットからのサインでピーターソンの猛追を知ったスチュワートはペースを上げて30秒まで差を広げ、追走するピーターソンもさすがに逆転は厳しくなった。レース終盤に雨が降り出したが、差を25秒に縮めるのが精一杯であった。スチュワートは1度も首位の座を譲らず、自身が記録したポールポジションのタイムを1秒上回る1分22秒2でファステストラップも記録し、1969年フランスGP以来2度目のグランドスラムで完勝した。また、1966年以来2度目のモナコGP制覇を成し遂げた。ピーターソンは初入賞が初表彰台となり、一躍スターの座に躍り出た。以下、イクス、ハルム、エマーソン・フィッティパルディ、ロルフ・シュトメレンが入賞した。シュトメレンはチームメイトでオーナーのジョン・サーティースと終始接近戦を演じた末での6位入賞であった。
イギリスのロックバンドであるザ・フーは、「ババ・オライリィ(Baba O'Riley)」のミュージック・ビデオに本レースの一部を使用し、優勝したスチュワートを映している。ロマン・ポランスキー監督が制作した英仏共作映画「ウィークエンド・チャンピオン～モンテカルロ1971」は、本レースの期間中スチュワートに密着したドキュメンタリーである。本レースの模様は日本でも2ヶ月遅れの7月15日にNETテレビの「ビッグスポーツ」で1時間に渡って放送された。同年の12月19日にも再放送されている。

### レース結果
| 順位    | No. | ドライバー                     | コンストラクター      | 周回数 | タイム/リタイア原因 | グリッド | ポイント |
| ------- | --- | ------------------------------ | --------------------- | ------ | ------------------- | -------- | -------- |
| 1       | 11  | ジャッキー・スチュワート       | ティレル-フォード     | 80     | 1:52:21.3           | 1        | 9        |
| 2       | 17  | ロニー・ピーターソン           | マーチ-フォード       | 80     | +25.6               | 6        | 6        |
| 3       | 4   | ジャッキー・イクス             | フェラーリ            | 80     | +53.3               | 2        | 4        |
| 4       | 9   | デニス・ハルム                 | マクラーレン-フォード | 80     | +1:06.7             | 8        | 3        |
| 5       | 1   | エマーソン・フィッティパルディ | ロータス-フォード     | 79     | +1 Lap              | 17       | 2        |
| 6       | 24  | ロルフ・シュトメレン           | サーティース-フォード | 79     | +1 Lap              | 16       | 1        |
| 7       | 22  | ジョン・サーティース           | サーティース-フォード | 79     | +1 Lap              | 10       |          |
| 8       | 27  | アンリ・ペスカロロ             | マーチ-フォード       | 77     | +3 Laps             | 13       |          |
| 9       | 15  | ペドロ・ロドリゲス             | BRM                   | 76     | +4 Laps             | 5        |          |
| 10      | 8   | ティム・シェンケン             | ブラバム-フォード     | 76     | +4 Laps             | 18       |          |
| Ret     | 14  | ジョー・シフェール             | BRM                   | 58     | オイルパイプ        | 3        |          |
| Ret     | 21  | ジャン＝ピエール・ベルトワーズ | マトラ                | 47     | ディファレンシャル  | 7        |          |
| Ret     | 20  | クリス・エイモン               | マトラ                | 45     | ディファレンシャル  | 4        |          |
| Ret     | 5   | クレイ・レガツォーニ           | フェラーリ            | 24     | アクシデント        | 11       |          |
| Ret     | 10  | ピーター・ゲシン               | マクラーレン-フォード | 22     | アクシデント        | 14       |          |
| Ret     | 2   | レイネ・ウィセル               | ロータス-フォード     | 21     | ホイールベアリング  | 12       |          |
| Ret     | 12  | フランソワ・セベール           | ティレル-フォード     | 5      | アクシデント        | 15       |          |
| Ret     | 7   | グラハム・ヒル                 | ブラバム-フォード     | 1      | アクシデント        | 9        |          |
| DNQ     | 16  | ハウデン・ガンレイ             | BRM                   |        | 予選不通過          |          |          |
| DNQ     | 6   | マリオ・アンドレッティ         | フェラーリ            |        | 予選不通過          |          |          |
| DNQ     | 19  | ナンニ・ギャリ                 | マーチ-アルファロメオ |        | 予選不通過          |          |          |
| DNQ     | 18  | アレックス・ソラー＝ロイグ     | マーチ-フォード       |        | 予選不通過          |          |          |
| DNQ     | 28  | スキップ・バーバー             | マーチ-フォード       |        | 予選不通過          |          |          |
| ソース: |     |                                |                       |        |                     |          |          |

優勝者ジャッキー・スチュワートの平均速度
134.360 km/h (83.487 mph)
ファステストラップ
- ジャッキー・スチュワート - 1:22.2（57周目）

ラップリーダー
太字は最多ラップリーダー
- ジャッキー・スチュワート - 80周 (全周回)

達成された主な記録
- ドライバー
  - グランドスラム: ジャッキー・スチュワート - 1969年フランスグランプリ以来2度目[13]。
  - 初入賞/初表彰台: ロニー・ピーターソン[2]
  - 初エントリー: スキップ・バーバー（英語版） - 予選不通過[17]
- コンストラクター
  - 初ファステストラップ: ティレル[4]

## 第3戦終了時点のランキング
|         | 順位 | ドライバー               | ポイント |
| ------- | ---- | ------------------------ | -------- |
|         | 1    | ジャッキー・スチュワート | 24       |
| 1       | 2    | ジャッキー・イクス       | 10       |
| 1       | 3    | マリオ・アンドレッティ   | 9        |
| 11      | 4    | ロニー・ピーターソン     | 6        |
| 1       | 5    | クリス・エイモン         | 6        |
| ソース: |      |                          |          |

|         | 順位 | コンストラクター      | ポイント |
| ------- | ---- | --------------------- | -------- |
| 1       | 1    | ティレル-フォード     | 24       |
| 1       | 2    | フェラーリ            | 19       |
| 6       | 3    | マーチ-フォード       | 6        |
| 1       | 4    | マトラ                | 6        |
| 1       | 5    | マクラーレン-フォード | 6        |
| ソース: |      |                       |          |

- 注:  トップ5のみ表示。前半6戦のうちベスト5戦及び後半5戦のうちベスト4戦がカウントされる。